# Paracassina kounhiensis
Espèce
Synonymes
- Rothschildia kounhiensis Mocquard, 1905
- Tornierella pulchra Ahl, 1924
- Rothschildia abyssinica Parker, 1930

Statut de conservation UICN

 VU B1ab(iii) : Vulnérable
Paracassina kounhiensis est une espèce d'amphibiens de la famille des Hyperoliidae.

## Répartition
Cette espèce est endémique des montagnes du centre de l'Éthiopie. Elle se rencontre entre 1 980 et 3 200 m d'altitude à l'Est de la vallée du Grand Rift.

## Description
Paracassina kounhiensis a un corps trapu et des membres courts. Son dos est brun pâle avec de grandes taches noires ovales. Sa face ventrale est un peu plus claire et présente de plus petites taches noires. Les mâles n'ont pas de sac vocaux.

## Étymologie
Son nom d'espèce, composé de kounhi et du suffixe latin -ensis, « qui vit dans, qui habite », lui a été donné en référence au lieu de sa découverte, la vallée de Kounhi.

## Publication originale
- Mocquard, 1905 : Note préliminaire sur une collection de reptiles et de batraciens offerte au Muséum par M. Maurice de Rothschild. Bulletin du Museum National d'Histoire Naturelle, Paris, vol. 11, p. 285-290 (texte intégral).